# American Broadcasting Company
L'American Broadcasting Company ( ABC ) és una cadena de ràdio i televisió comercial estatunidenca que és la propietat insígnia de la divisió Disney Entertainment de Walt Disney Company. L'ABC té la seu a Riverside Drive a Burbank, Califòrnia, just davant dels estudis Walt Disney i al costat de l'edifici Team Disney - Roy E. Disney Animation Building. La cadena té part de les oficines al número 77 del carrer West 66, a Manhattan, Nova York, on hi ha el seu centre d'emissió i la seu de la seva divisió de notícies, ABC News . Des del 2007, quan ABC Radio (també coneguda com a Cumulus Media Networks) va ser venuda a Citadel Broadcasting, ABC ha reduït les seves operacions de radiodifusió gairebé exclusivament a la televisió. És la més jove de les "Tres Grans cadenes de televisió americanes", i de vegades també es coneix com a Alphabet Network, ja que les seves inicials també representen les tres primeres lletres de l'alfabet anglès en ordre.
El llançament d'ABC com a cadena de ràdio va ser el 1943, com a successora de l'NBC Blue Network, que havia estat comprada per Edward J. Noble. Va estendre les seves operacions a la televisió el 1948, seguint els passos de les cadenes de radiodifusió CBS i NBC, així com de la menys coneguda DuMont. A mitjans de la dècada del 1950, ABC es va fusionar amb United Paramount Theatres (UPT), una cadena de cinemes que anteriorment operava com a filial de Paramount Pictures. Leonard Goldenson, que havia estat el cap de la UPT, va aconseguir que la nova cadena de televisió fos rendible ajudant a desenvolupar i apostant per moltes sèries de televisió d'èxit. A la dècada del 1980, després de comprar una participació del 80% en el canal d'esports per cable ESPN, la companyia matriu de la cadena, American Broadcasting Companies, Inc., es va fusionar amb Capital Cities Communications, propietària de diverses emissores de televisió i ràdio i publicacions impreses, per formar Capital Cities/ABC Inc., que al seu torn es va fusionar amb Disney el 1996.
L'ABC té vuit emissores de televisió pròpies i operades i més de 230 afiliades arreu dels Estats Units i els seus territoris. Algunes emissores afiliades a l'ABC també es poden veure al Canadà a través de proveïdors de televisió de pagament, i altres afiliades també es poden rebre per aire a les zones properes a la frontera entre el Canadà i els Estats Units, tot i que la major part de la seva programació en horari de màxima audiència està subjecta a les regulacions de substitució simultània per als proveïdors de televisió de pagament imposades per la Comissió Canadenca de Radiotelevisió i Telecomunicacions (CRTC) per protegir els drets de les xarxes nacionals. ABC News proporciona notícies i contingut destacat per a algunes emissores de ràdio propietat de Cumulus Media, ja que aquestes emissores són antigues propietats d'ABC Radio.

## Història

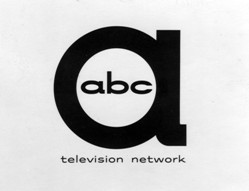
Logotip d'ABC Television Network, utilitzat des de 1957 fins al 1962.

El 1927, la NBC operava una xarxa de ràdio anomenada NBC Blue Network. Es va convertir en una cadena de ràdio (i finalment de televisió) independent coneguda com a American Broadcasting Company (ABC) el 1943. Més tard, ABC es va unir a United Paramount Theatres formant American Broadcasting-Paramount Theatres (que esdevindria American Broadcasting Companies, Inc.).
Després de la seva incursió en la ràdio i la televisió durant les dècades de 1960 i 1970 i la compra d'ESPN el 1982, l'empresa va ser adquirida i fusionada amb Capital Cities, formant Capital Cities/ABC el 1986. L'empresa va ser venuda a Walt Disney Company el 1996.

## Programació

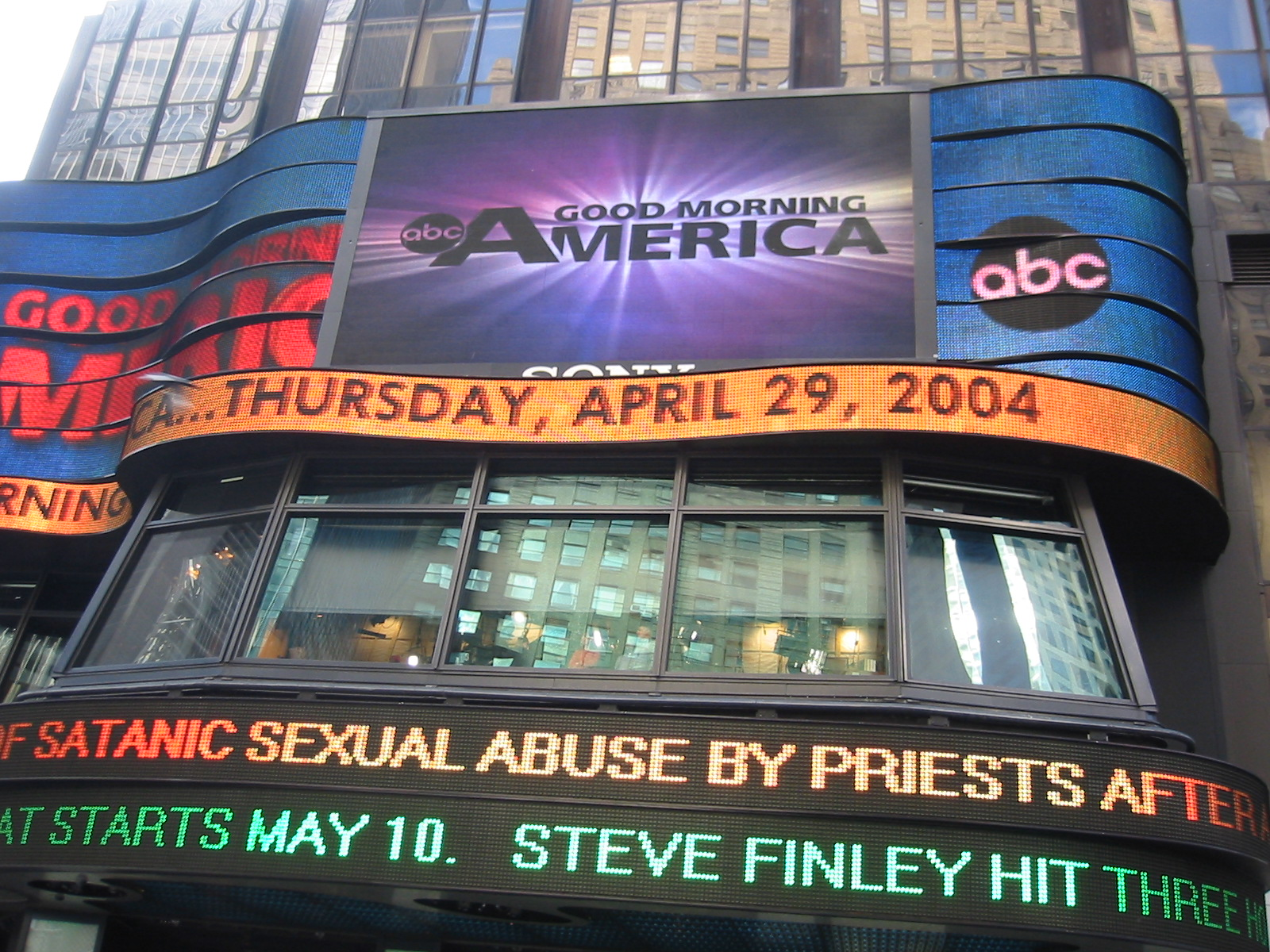
L'estudi a Times Square on l'ABC emet Good Morning America.

La cadena de televisió ABC actualment ofereix una mitjana de 89 hores de programació cada setmana. També ofereix 22 hores de programació en horari de màxima audiència a les emissores afiliades a partir de les 8:00 de la tarda a les 23:00 de dilluns a dissabte (hora de l'est i del Pacífic) i les 19:00 de la tarda a les 23:00 pm els diumenges.
També s'ofereix programació diürna a partir de les 11:00 del matí a les 3:00 pm els dies laborables de l'est i del Pacífic (restar 1 hora per a tots els altres fusos horaris) (amb una pausa d'una hora a les 12:00 pm) perquè les emissores emetin notícies, programes produïts localment o programes sindicats) amb els programes que ofereixen tertúlies sobre l'estil de vida The View i GMA3: What You Need to Know, i la telenovel·la General Hospital. A més, la programació d'ABC News inclou Good Morning America de les 7:00 del matí a les 9:00 els dies feiners del matí i els dissabtes (juntament amb les edicions d'una hora de diumenge), les edicions nocturnes d'ABC World News Tonight (les edicions de cap de setmana del qual ocasionalment poden ser abreujades per les retransmissions esportives que s'allarguen a la franja horària del programa), el programa de tertúlies polítiques dominicals This Week, els programes de notícies del matí World News Now i America This Morning i la revista de notícies nocturna Nightline. Les nits inclouen el programa d'entrevistes Jimmy Kimmel Live! entre setmana.
La franja horària de tres hores de programació infantil matinal de la cadena, "Weekend", està programada pel distribuïdor Litton Entertainment, que produeix Litton's Weekend Adventure a partir d'un acord en què el bloc de programació es sindica exclusivament a emissores propietat i operades per ABC i afiliades, en lloc de ser llogat directament per la cadena a Litton.

### Diaris
La programació diürna d'ABC actualment inclou el programa d'entrevistes The View, el programa de notícies GMA3 i la telenovel·la General Hospital . Originalment estrenat el 1963, General Hospital és el programa d'entreteniment més antic de la cadena ABC.
A més de les telenovel·les de llarga durada All My Children (1970–2011) i One Life to Live (1968–2012), entre les telenovel·les destacades que s'han vist a la programació diürna hi ha Ryan's Hope, Dark Shadows, Loving, The City i Port Charles . L'ABC també va emetre els darrers nou anys de la telenovel·la produïda per Procter & Gamble, The Edge of Night, després de la seva cancel·lació per part de la CBS el 1975. ABC Daytime també ha emès diversos programes de concursos, com ara The Dating Game, The Newlywed Game, Let's Make a Deal, Password, Split Second, Pyramid, Family Feud, The Better Sex, Trivia Trap, All-Star Blitz i Hot Streak .

### Esports
Hi ha una programació esportiva ocasional, principalment els caps de setmana a la tarda i els dissabtes al vespre. El 2006, la divisió d'ABC Sports es va tancar, i totes les retransmissions esportives d'ABC des de llavors s'han produït en associació amb la cadena de cable germana ESPN sota la marca ESPN on ABC . Les tendències generals de la indústria i els canvis en els drets han provocat reduccions en els esports a la televisió, i Disney prefereix programar la majoria dels seus drets esportius a les cadenes d'ESPN (fins al 2020). Des del 2020, ESPN ha prioritzat l'emissió de les seves emissions esportives a ABC amb emissions simultànies ocasionals i partits exclusius de les emissions d'ESPN Monday Night Football a ABC.
Des del 2006, ABC ha emès almenys deu setmanes de programació esportiva en horari de màxima audiència, i des del 2020 ha emès programació esportiva gairebé cada setmana de setembre a maig de cada any (amb repeticions en horari de màxima audiència i pel·lícules que s'emeten la resta de l'any).
L'ABC és la titular dels drets de televisió de la National Basketball Association (NBA), i el seu paquet (sota la marca NBA on ESPN ) comença tradicionalment amb els partits del dia de Nadal, seguit d'una sèrie de partits de dissabte a la nit i diumenge a la tarda durant la resta de la temporada, partits de playoffs de cap de setmana i tots els partits de les finals de l'NBA. ABC també és el titular dels drets de televisió de la National Hockey League (NHL), amb el seu paquet (sota la marca NHL on ESPN ). En aquest acord, ABC emet almenys 10 partits de la temporada regular (principalment a la tarda), el partit All-Star de la NHL, la sèrie NHL Stadium i quatre finals de la Copa Stanley . Durant la temporada de futbol universitari, ABC sol emetre una doble sessió els dissabtes a la tarda, juntament amb el Saturday Night Football en horari de màxima audiència. L'ABC també emet la cobertura de partits de bowl seleccionats, l'ABC és també el soci secundari de transmissió de la Major League Baseball (MLB), i la cadena emet com a mínim partits de la sèrie Wild Card des del 2020 (excepte el 2021) i partits seleccionats de Sunday Night Baseball de la cadena germana ESPN. A partir de la temporada 2015 de l'NFL, ESPN va acordar començar a emetre simultàniament/en exclusiva els partits de l'NFL a ABC. Així doncs, ABC és l'única cadena important de radiodifusió que emet partits de totes les "quatre grans" lligues esportives tradicionals (MLB, NFL, NBA, NHL).
Durant els mesos d'hivern, l'ABC emet partits de bàsquet universitari masculí i femení els caps de setmana a la tarda. Durant els mesos de primavera i estiu, l'ABC també emet partits (normalment els caps de setmana) de la Women's National Basketball Association (WNBA), i és la seu de les emissions dels X Games i les Little League World Series .
El 2015, la presentació anual dels Premis ESPY d'ESPN es va traslladar d'ESPN a ABC. Reforçats per Caitlyn Jenner acceptant el premi inaugural Arthur Ashe Courage durant la cerimònia, l'audiència dels Premis ESPY 2015 es va triplicar aproximadament respecte a la cerimònia del 2014 a ESPN.
Després que l'NFL signés un nou contracte amb Walt Disney Company, ABC emetrà la Super Bowl LXI el 2027 i la Super Bowl LXV el 2031. L'ABC no ha emès una Super Bowl des de la Super Bowl XL del 2006.

### Especials
Actualment, ABC té els drets de transmissió dels Premis de l'Acadèmia, els Premis Emmy Primetime,  i els Premis de l'Associació de Música Country.  L'ABC també ha emès el concurs de Miss Amèrica del 1954 al 1956, del 1997 al 2004 i del 2011 al 2018.
Del febrer del 2001 al 14 de febrer del 2020, ABC va tenir els drets televisius de la majoria dels especials de televisió dels Peanuts, havent adquirit els drets d'emissió de CBS, que va originar els especials el 1965 amb el debut de A Charlie Brown Christmas (altres especials dels Peanuts que emet anualment ABC, a més de A Charlie Brown Christmas, inclouen Charlie Brown's All Stars!, It's the Great Pumpkin, Charlie Brown, You're Not Elected, Charlie Brown, A Charlie Brown Thanksgiving, It's the Easter Beagle, Charlie Brown, Be My Valentine, Charlie Brown, She's a Good Skate, Charlie Brown, Happy New Year, Charlie Brown!, The Mayflower Voyagers, A Charlie Brown Valentine, Charlie Brown's Christmas Tales i I Want a Dog for Christmas, Charlie Brown ). L'ABC també emet l'especial anual de la desfilada de Nadal dels parcs Disney el matí de Nadal.
Des del 1974, l'ABC ha emès generalment Dick Clark's New Year's Rockin' Eve, un especial de Cap d'Any amb actuacions musicals i cobertura de les festivitats a Times Square de Nova York. L'ABC també és una de les emissores del Tournament of Roses Parade (tot i que, com s'ha esmentat, el Rose Bowl Game ara s'emet exclusivament a ESPN com a " New Year's Six " bowl dels College Football Playoff).

### Programació
L'ABC és propietària de gairebé totes les seves produccions televisives i teatrals realitzades des dels anys 70, excepte certes coproduccions (per exemple, The Commish ara és propietat dels hereus del seu productor, Stephen Cannell ). Els drets de vídeo a tot el món actualment són propietat de diverses empreses, per exemple, Kino Lorber posseeix els drets de vídeo domèstic nord-americà de la biblioteca de llargmetratges de l'ABC (juntament amb algunes pel·lícules d'acció real menys conegudes de la biblioteca de Disney, principalment de Touchstone Pictures, Hollywood Pictures i 20th Century Studios).
Quan la FCC va imposar les seves Normes d'Interès Financer i Sindicació el 1970, ABC va crear proactivament dues empreses: Worldvision Enterprises com a distribuïdora de sindicació i ABC Circle Films com a productora. Tanmateix, entre la publicació i la implementació d'aquestes regulacions, la separació del catàleg de la xarxa es va fer el 1973. Els drets d'emissió de les produccions anteriors al 1973 van ser transferits a Worldvision, que es va independitzar el mateix any. L'empresa s'ha venut diverses vegades des que Paramount Television la va adquirir el 1999, i recentment ha estat absorbida per CBS Media Ventures (anteriorment CBS Television Distribution), una unitat de Paramount Global, propietària de la competidora CBS . No obstant això, Worldvision va vendre parts del seu catàleg, incloent-hi les biblioteques Ruby-Spears i Hanna-Barbera, a Turner Broadcasting System (ara part de la companyia matriu de Warner Bros., Warner Bros. Discovery ) el 1991. Amb la compra d'ABC per part de Disney el 1996, ABC Circle Films va ser absorbida per Touchstone Television, una filial de Disney que al seu torn va passar a anomenar-se ABC Studios el 2007.
També formen part del fons de programació la majoria de les pel·lícules de la biblioteca David O. Selznick, produccions de les seves anteriors divisions cinematogràfiques ABC Pictures International, Selmur Productions i Palomar Pictures International (abans de la seva adquisició per Bristol-Myers-Squibb) estrenades per Cinerama Productions (les pel·lícules produïdes per la mateixa empresa ara estan sota el control de Pacific Theatres ), la seva posterior divisió teatral ABC Motion Pictures i les produccions internes que continua produint (com ara America's Funniest Home Videos, General Hospital, produccions d'ABC News i sèries de Disney Television Studios ( ABC Signature i 20th Television ). Disney–ABC Domestic Television (anteriorment coneguda com a Buena Vista Television i 20th Television) s'encarrega de la distribució televisiva nacional, mentre que Disney–ABC International Television (anteriorment coneguda com a Buena Vista International Television) s'encarrega de la distribució televisiva internacional.